# Премаријако
Премаријако (итал. Premariacco) је насеље у Италији у округу Удине, региону Фурланија-Јулијска крајина.
Према процени из 2011. у насељу је живело 1743 становника. Насеље се налази на надморској висини од 113 м.

## Становништво
Према резултатима пописа становништва 2011. у општини је живело 4.187 становника.
| 1951. | 1961. | 1971. | 1981. | 1991. | 2001. | 2011. |
| ----- | ----- | ----- | ----- | ----- | ----- | ----- |
| 3.670 | 3.288 | 3.296 | 3.713 | 3.784 | 4.001 | 4.187 |